# 준위성

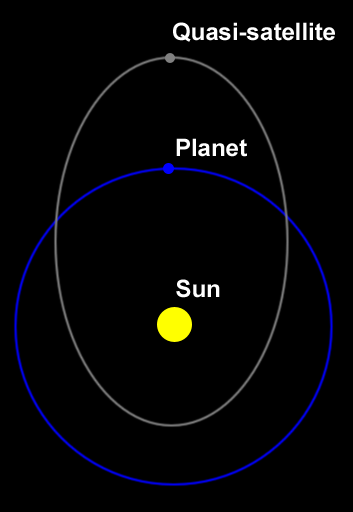
준위성의 개념도.

준위성(準衛星) 또는 유사 위성(類似衛星)은 행성과 1:1로 궤도 공명하며 여러 주기 동안 그 행성에 근접해 있는 천체를 말한다. 행성과 일치하는 주기로 유사한 궤도를 돌지만 보통 궤도 이심률이 더 크다. 실제로는 항성 주위를 공전하는 유사 궤도를 가진 천체일 뿐이지만, 주기 일치로 인해 행성의 관점에서는 장방형의 타원 궤도를 따라 공전하는 것처럼 보인다. 소행성만 발견되고 있으나 이론 상 어떤 유형의 천체라도 유사 위성이 될 수 있다.

## 궤도의 불안성
실제의 위성과는 다르게 궤도가 행성의 힐 권역 밖에 있어 불안정하다. 근일점 부근에서는 행성을 추월하고 원일점 부근에서는 행성에 뒤쳐지는 식으로 유사 공전 운동이 만들어진다.

## 반복 공전
행성에 가까이 있을 때는 위성처럼 움직이다 행성에서 멀어지기를 반복한다.

## 유사 사례
비슷하게 1:1로 궤도 공명하는 천체로 트로이 소행성군이 있으나 L4, L5 라그랑주점 에서 항성을 공전하여 유사 위성과 달리 항상 멀리 있는 천체로 보인다.

## 지구의 준위성
2016년 기준으로 지구에는
(164207) 2004 GU9,
(277810) 2006 FV35,
2013 LX28,
2014 OL339
(469219) 2016 HO3.
다섯 개의 준위성이 알려져 있다.

서로 따르는 듯한 3753 크뤼트네와 지구의 궤도.

2016 HO3 등이 현재 지구의 준위성이며 3753 크뤼트네, 2002 AA29, 2003 YN107, 등은 일시적으로 지구의 준위성이 되는 일이 있는 1:1 궤도 공명 천체이다.

## 같이 보기
- 위성